# Thuiaria decemserialis
Thuiaria decemserialis är en nässeldjursart som först beskrevs av Merezhkovskii 1878.  Thuiaria decemserialis ingår i släktet Thuiaria och familjen Sertulariidae.
Artens utbredningsområde är Norra Ishavet. Inga underarter finns listade i Catalogue of Life.